# Корсары III
«Корсары III» (в англоязычных странах игра известна как Age of Pirates: Caribbean Tales) — компьютерная ролевая игра, третья в серии «Корсары», разработанная российской компанией Акелла и изданная компании 1С. Релиз игры в России состоялся 9 декабря 2005 года. В отличие от «Пиратов Карибского моря: Корсары II», игра «Корсары III» была разработана с намерением стать настоящим продолжением «Корсаров: Проклятье дальних морей» и рассказывает историю детей главного героя из оригинала. Продолжение игры было выпущено 28 ноября 2007 года под названием «Корсары: Город потерянных кораблей».
Из-за юридических проблем за рубежом игра не носит названия предыдущих игр разработчиков о пиратах — «Sea Dogs» или «Pirates of the Caribbean».
В 2017 году игра была выпущена в цифровом виде в GOG и Steam.

## Сюжет
По обещаниям разработчиков, в игре должны были присутствовать несколько разных сюжетных персонажей. На самом деле игрок выбирает лишь страну, за которую он будет играть: Англию, Францию, Испанию, Голландию либо за пиратов. После этого игрок выбирает, каким персонажем управлять (братом Блейз или сестрой Беатрис).
В начале игры некто, представившийся главному герою другом погибшего отца Николаса Шарпа, передаёт персонажу половину «карты сокровищ», и сообщает, что вторая половина потеряна. Далее игрок ходит по острову, берет задания у губернатора, посетителей таверны, бармена. Таким образом он накапливает опыт. При определённом количестве опыта игрок получает новый уровень. С каждым уровнем можно улучшить свои умения и получить какую-нибудь способность (игрок сам выбирает какую, некоторые способности становятся доступными только после получения других). По достижении 10 уровня игроку в любой таверне бармен будет предлагать купить у него кусок старой карты, который окажется второй половиной карты сокровищ отца. Карта приводит игрока на Доминику (подсказка на карте «Ищи вниз от северного святого и на один выше его прекрасной тезки» скрывает под собой острова Св. Мартин и Мартиника, между которыми и находится Доминика), в грот, где вас встретит брат/сестра персонажа. Также там будет лежать золото отца. После небольшой дуэли соперник рассказывает историю о планах отца по созданию пиратского государства. После чего даётся выбор: поделить золото, либо оставить все золото себе, либо воплотить отцовские мечты про образование пиратского государства на Карибах. Если выбрать третье, то сюжет забросит игрока на остров Исла Мона, в таверну. Там один человек расскажет, что нужно сделать для осуществления плана отца. Сначала придется вызвать на дуэль губернатора пиратского города. Дуэль будет долгой и тяжелой. После чего нужно подождать две недели, поплавав по округе, при этом все нации кроме пиратов будут вашими врагами. Потом нужно прийти в резиденцию, где будет происходить сбор свободных капитанов. Собственно говоря, после этого сюжет заканчивается. Остается захватить все колонии для создания пиратского государства. Игра закончится прощальным видеороликом.

## Отзывы
| Сводный рейтинг       | Сводный рейтинг |
| Агрегатор             | Оценка          |
| --------------------- | --------------- |
| GameRankings          | 60,58 %         |
| Русскоязычные издания |                 |
| Издание               | Оценка          |
| Absolute Games        | 70 %            |
| «PC Игры»             | 6,0/10          |
| «Игромания»           | 7,0/10          |
| «Страна игр»          | 7,5/10          |

«Корсары III» собрали множество отзывов, но большинство из них были смешанными. Третью игру ругали за «сырость» и нестабильность. На популярном игровом сайте IGN игра набрала высокую оценку 7.9 из 10. В то же время на сайте AG.ru игра выиграла особую номинацию Absolute Top 2005 — «Самая глючная игра». Средняя оценка на основе отечественных и иностранных изданий — 58/100.
Дэвид Сориано из IGN Spain раскритиковал испанский дубляж игры, поставив его в десятку худших дубляжей для видеоигр на испанском языке и назвав его худшим дубляжем для видеоигры, по крайней мере, в Испании. Он прокомментировал: «Мы не знаем, каким вообще образом дублировали эту игру».

## Корсары III: Сундук мертвеца
«Корсары III: Сундук мертвеца» — официальное самостоятельное дополнение к игре «Корсары III».

## Неофициальные дополнения
- Корсары III: Ветер свободы
- Корсары III: Тайны дальних морей